# Leopold Hofmann

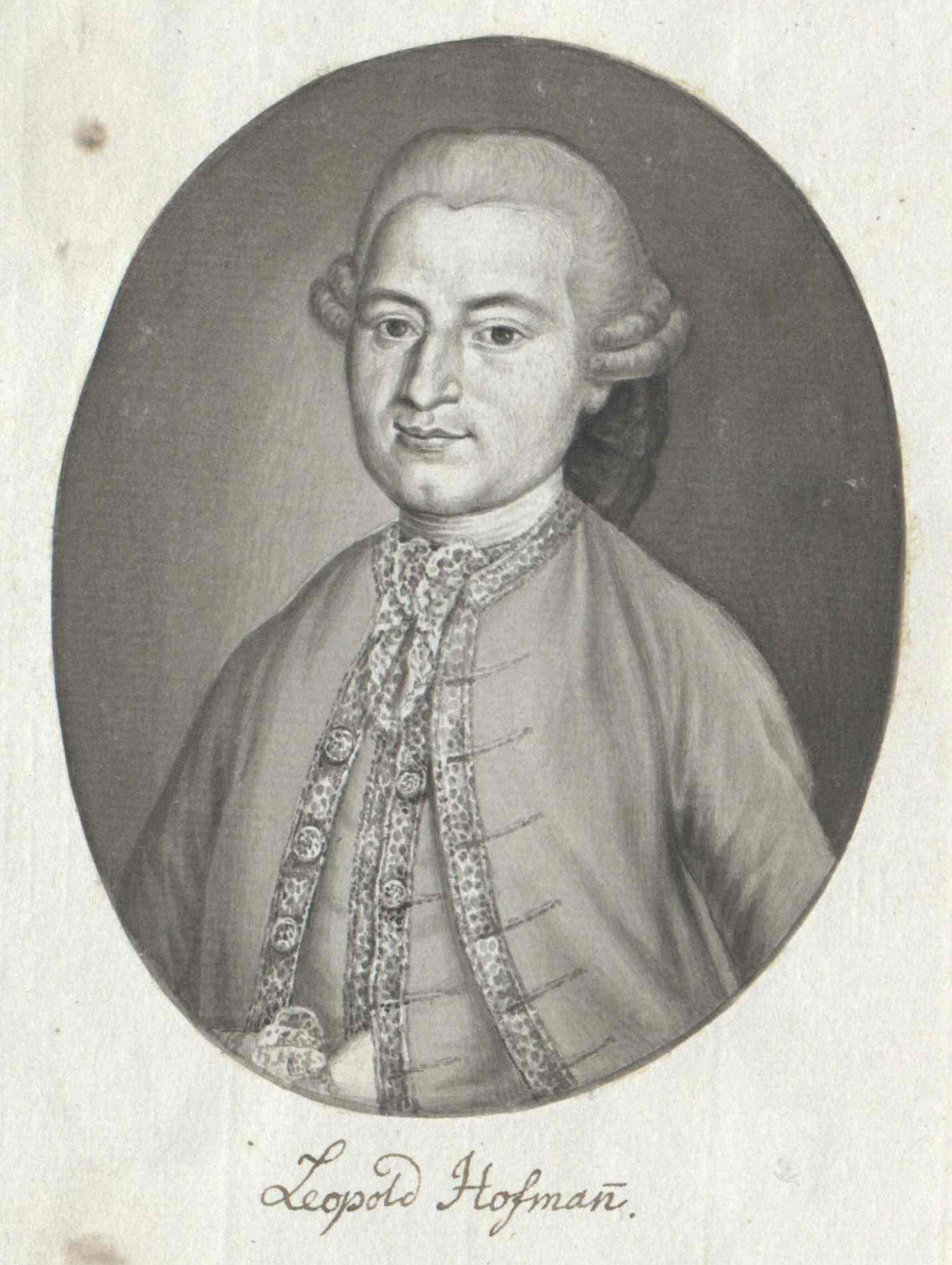

Leopold Hofmann (även Ludwig Hoffman, Leopold Hoffman, Leopold Hoffmann), född 14 augusti 1738 i Wien, död 17 mars 1793 i Wien, var en österrikisk kompositör.
Hofmann var son till en högutbildad tjänsteman och blev vid sju års ålder korist hos kejsarinnan Elisabeth Christina där Frantisek Tuma troligen var körledare och lärare. Senare blev han även elev hos Georg Christoph Wagenseil där han studerade violin, cembalo och komposition.
1758 fick han sin första anställning som kyrkomusiker för att 1764 bli körledare i Peterskirche och sedan kapellmästare 1766. Han blev lärare åt den kungliga familjen 1769. 1772 blev Hofmann kapellmästare i Stephansdomen.
Hofmann var i hela sitt liv verksam i hemstaden och räknades bland andra stora kompositörer som Haydn och Gluck. Våren 1791 anställdes Mozart som vice kapellmästare efter önskemål från Hofmann. Hofmann var vid tillfället sjuk och tänkte att Mozart skulle ta över efter hans död. Han överlevde dock Mozart och behöll positionen som katedralens kapellmästare till sin död.

## Verk
- 67 Symfonier
- 26 Cembalokonserter
- 9 Violinkonserter
- 8 Cellokonserter
- 13 Flöjtkonserter
- 4 Oboekonserter
- 2 Konserter för oboe och cembalo
- 1 Konsert för två cembalos
- 1 Konsert för flöjt och cembalo
- 1 Konsert för violin och cello
- 20 Concertinos
- Sonater
- Duos
- Divertimenti
- Mässor
- Motetter

Hofmanns kompositioner har katalogiserats av Allan Badley,Ph.D.